# Li Xiu
Li Xiu (李秀), también conocida como Yang Niang y Li Shuxian (李淑贤), fue una comandante militar china. Era hija de un comandante militar al cargo de la región de Ningzhou (en la actualidad, Condado Jinning, en Yunnan) durante el reinado del Emperador Hui de Jin. Cuándo su padre murió de repente durante una rebelión en la zona en el siglo IV, tomó su lugar como comandante militar y derrotó a los rebeldes.